# Sendestation Münchenbuchsee

Sendestation Münchenbuchsee 1925, aus 400 m aufgenommen von Walter Mittelholzer

Die Sendestation Münchenbuchsee wurde 1922 als erster fixer Langwellensender der Schweiz in Betrieb genommen. Die Anlage wurde 1981 stillgelegt und teilweise zurückgebaut.

## Vorgeschichte
Während des Ersten Weltkriegs gab es erhebliche Probleme mit der drahtgebundenen Übermittlung von Telegrammen wegen Zensur oder anderer Behinderungen. Schon während des Kriegs wurde eine Anfrage für eine Station zur drahtlosen Telegraphie bei «Telefunken» Berlin gemacht. Die beabsichtigte Grossstation für Überseeverbindungen wurde aufgrund der Kosten von 3.5 Mio. CHF abgelehnt.
Für die erste Völkerbundversammlung im November 1920 stellte die Marconi-Gesellschaft auf eigene Rechnung in Bel-Air bei Genf eine provisorische Sendeanlage bereit, um die Leistungsfähigkeit der drahtlosen Telegraphie zu beweisen.

## Geschichte

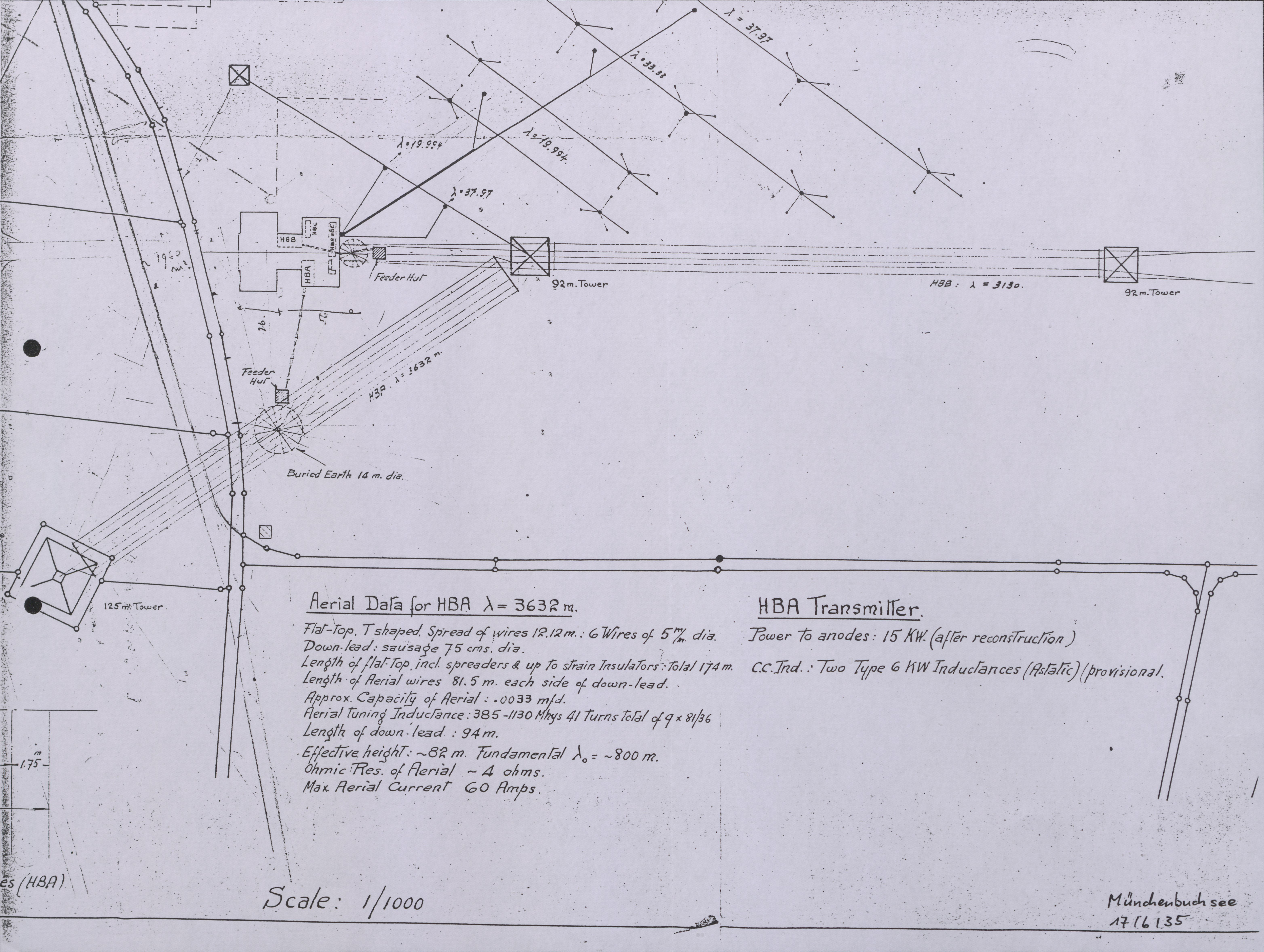
Plan der Sendestation Münchenbuchsee (1935)

Der schweizerische Bundesrat erteilte am 11. März 1921 der Marconi Wireless Telegraphen Co. London, zuhanden einer noch zu gründenden Gesellschaft, die Konzession für den Bau und den Betrieb einer drahtlosen Telegraphenstation. Darauf wurde mit einem Aktienkapital von 1'750'000 Franken die schweizerische Marconi-Radio-Station mit der Absicht gegründet, den Betrieb auf die Dauer von bis zu 25 Jahren zu übernehmen. Das Ziel war, den Sender bis zur nächsten Völkerbundversammlung im September 1921 in Betrieb zu nehmen. Kurz darauf wurden auf einer Anhöhe südlich von Münchenbuchsee die beiden Stahltürme mit einer Höhe von 91,5 Meter, zwanzig kleine Türme und die notwendigen Gebäude erstellt. Schon im August konnten die ersten Telegramme zu Testzwecken nach London versendet werden, so dass der provisorische Betrieb im September während der zweiten Völkerbundversammlung aufgenommen werden konnte.
Am 26. April 1922 fand die festliche Eröffnungsfeier in Anwesenheit diverser geladener Gäste statt.
Die ganze Marconi-Station bestand aus der Sendeanlage in Münchenbuchsee, der Empfängeranlage in Riedern und der Zentrale im Hauptpostgebäude in Bern. Die Marconi-Station war nur für den kontinentalen Verkehr vorgesehen; Telegramme für den Versand in amerikanische, afrikanische und asiatische Länder sowie nach Australien wurden über London weitergeleitet. Obwohl Moskau 500 km weiter als die zugesicherten 2000 km lag, konnte ein Versuch, Telegramme direkt zu senden, erfolgreich abgeschlossen werden. Somit konnten nun auch Telegramme nach Moskau direkt gesendet werden.
1924 kaufte der schweizerische Bund Aktien von der englischen Marconi Wireless Telegraphen Co. zurück, gab für eine Erweiterung der Anlage weitere Aktien aus und wurde somit Mehrheitsaktionär.

## Radiogenossenschaft Bern

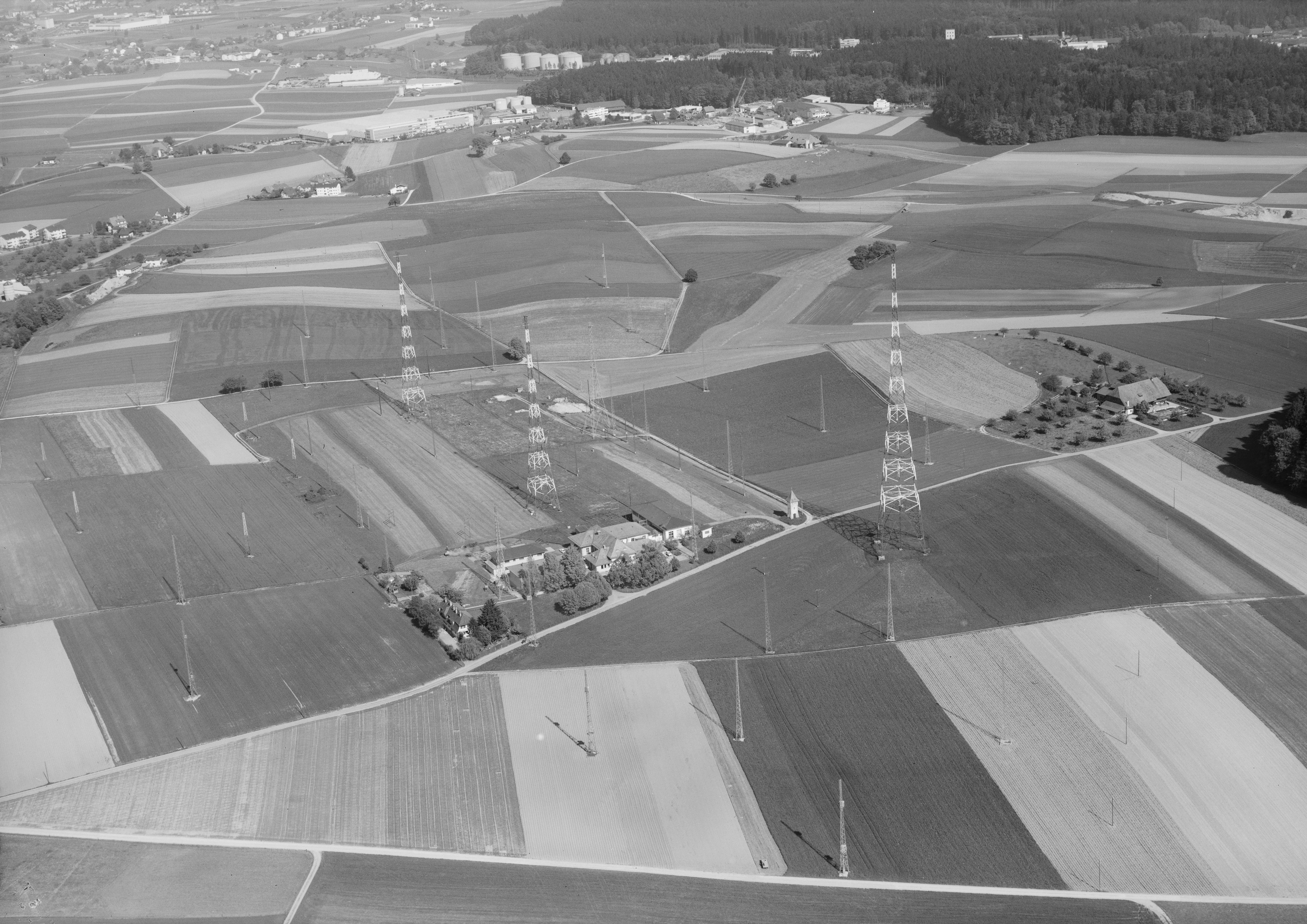
Sendestation von Radio Schweiz AG, Münchenbuchsee 1969

1925 wurden für die Radiogenossenschaft Bern ein zusätzlicher 40-m-Mast errichtet und eine Sendeanlage mit 1,2 kW Leistung installiert. Am 19. November 1925 meldete sich die Sprecherin Betty Spengler erstmals im Äther: Hallo, hier Radio Bern auf Welle 302. Das Programm aus dem Studio im Kursaal wurde über die Sendestation Münchenbuchsee ausgestrahlt.
1928 wurde die Marconi-Radio-Station in «Radio-Schweiz Aktiengesellschaft für drahtlose Telegraphie und Telephonie, Bern» umbenannt, um die nationale Bedeutung zu betonen.
Ab 1930 sendete die Radiogenossenschaft Bern von einem neuen Sender beim bernischen Wankdorf.
1933 bestand sie aus folgenden Elementen:
- zwei Langwellensender Marconi mit rund 14 kW Anodenleistung. Sie sendeten von Antennen, die zwischen zwei 90-m-Masten und einem 125-m-Mast verspannt waren, der benötigte elektrische Strom wurde in einem separaten Transformerhaus transformiert.
- einem Kurzwellen-Telegraphiesender Typ Marconi mit einer Leistung von 4 kW
- einem Kurzwellensender mit max. 20 kW Leistung für den Verkehr mit Amerika.

Die vier Sender waren durch Landlinien mit dem Haupttelegraphenbureau der Radio-Schweiz in Bern verbunden.
Ab vermutlich 1941 wurde von Radio Schweiz AG unter dem Namen Bern Radio die einzige Küstenfunkstelle aus einem Binnenland mit dem Rufzeichen HEB betrieben.

## Der Rückbau

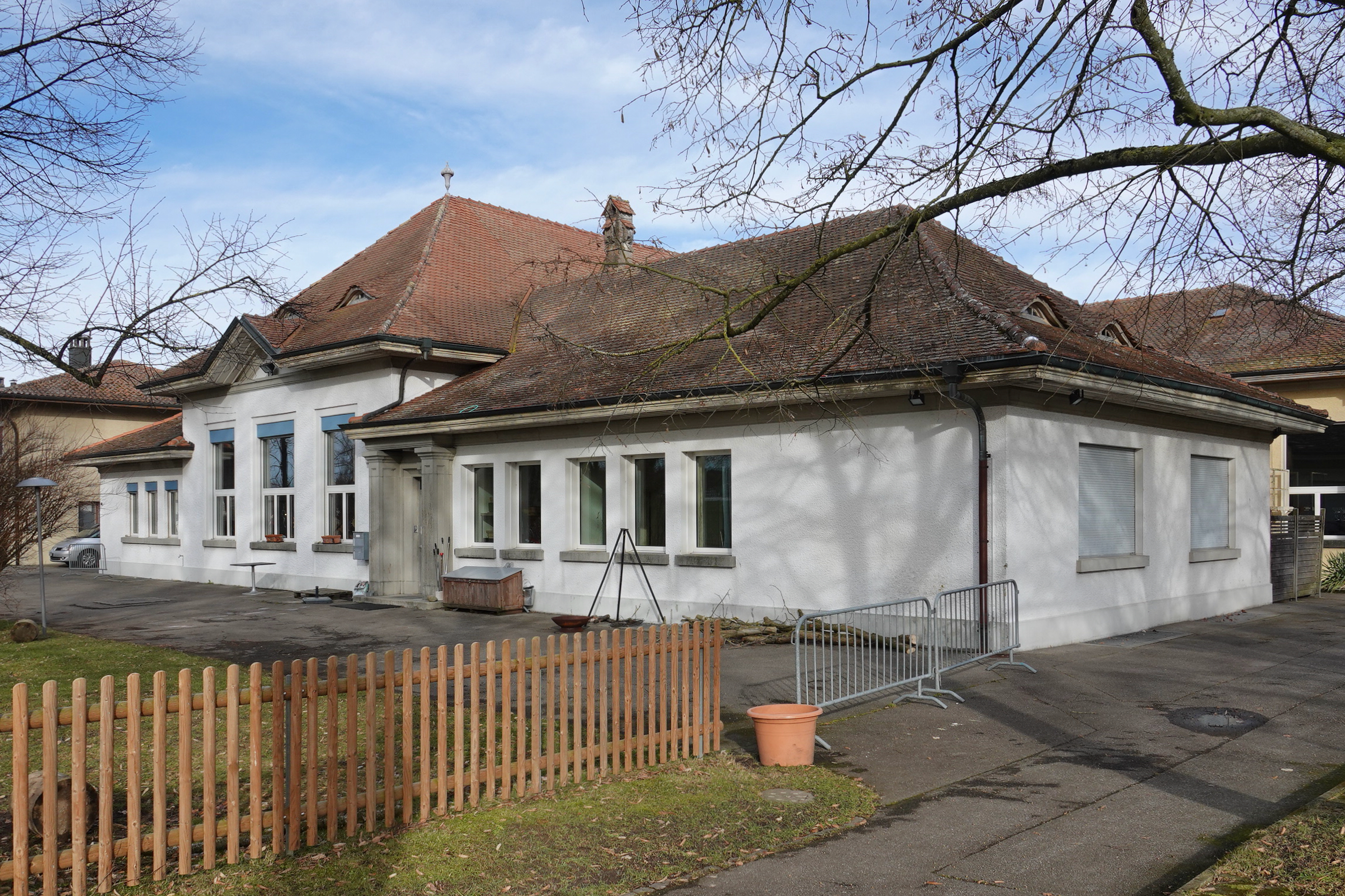
Ehemaliges Sendegebäude erbaut 1921/22, strassenseitige Ansicht von 2025

1977 wurde der Küstenfunksender HEB nach Prangins VD verlegt.
1982 wurden die drei Sendemasten der Radio Schweiz AG in Münchenbuchsee abgebrochen.
1983 gingen die Gebäude im Baurecht an die Einwohnergemeinde Münchenbuchsee über. Sie werden nun als Saal und Freizeitanlage genutzt.

## Besonderheit
Heute ist in einem Teil der ehemaligen Sendeanlage die Relaisgemeinschaft HB9F Bern eingemietet, die diverse Relaisstationen und Baken unterhält.